# 周萬來
周萬來（1951年10月12日—），中華民國政治人物，現任立法院秘書長，曾任國立空中大學學科委員兼任副教授、考試委員、立法院議事組主任、議事處處長、顧問及立法院副秘書長。

## 生平
周萬來自公務系統出身，在立法院任職近四十年，精通立法院議事運作及法規，因而有「立法院活字典」之称譽。立法院副秘書長任內，2013年的馬王政爭及2014年的太陽花學運期間，皆為時任立法院長王金平的重要幕僚。後於2014年獲時任總統馬英九提名為考試委員。
2024年2月5日，在王金平引薦下，立法院院長韓國瑜任命周萬來擔任立法院秘書長。